# Sagitari A*
Sagitari A*  (es pronuncia Sagitari A estel o Sagitari A asterisc, abreujat com Sgr A* ) és una font de ràdio molt compacta i brillant al centre de la Via Làctia que forma part d'una estructura major anomenada Sagitari A.
Hom considera que Sagitari A* conté un forat negre supermasiu, igual que se suposa succeeix als nuclis de la majoria de galàxies de tipus espiral i el·líptica. Observacions de l'òrbita de l'estel S2 al voltant de Sgr A* indiquen la presència d'aquest forat negre.
El 12 de maig de 2022 l'Event Horizon Telescope va revelar per primera vegada una fotografia de Sagitari A*, confirmant que l'objecte conté un forat negre.

## Observació i descripció

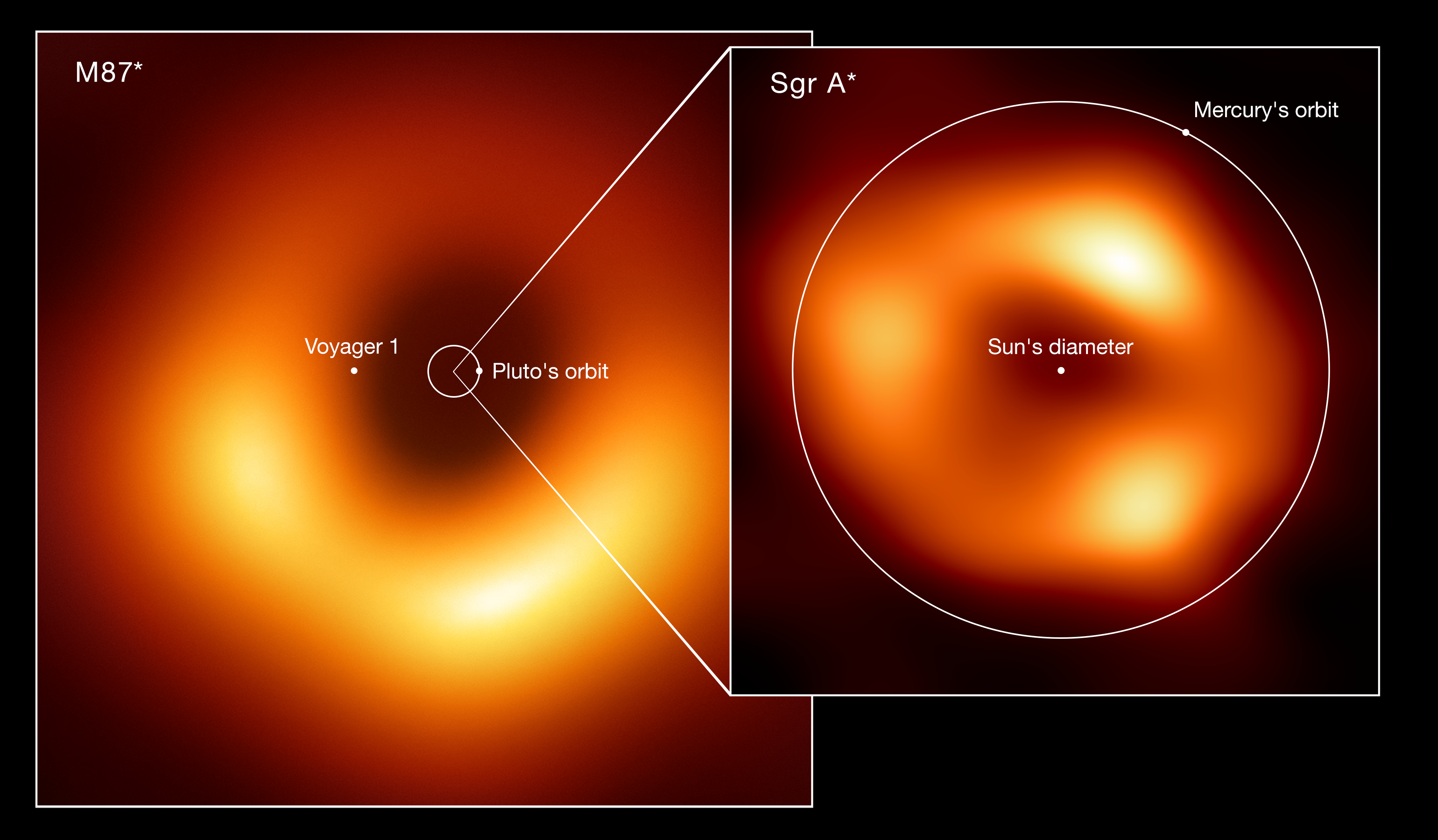
La mida de Sagitari A* és més petita que l'òrbita de Mercuri.

El 12 de maig de 2022 l'Event Horizon Telescope Collaboration va publicar la primera imatge de Sagitari A*. La imatge, basada en dades d'interferòmetre de ràdio preses el 2017, confirma que l'objecte conté un forat negre. Aquesta és la segona imatge de forat negre de la història. Va portar cinc anys de càlculs processar aquesta imatge. Les dades van ser recopilades per vuit radioobservatoris en sis llocs geogràfics. Les imatges de ràdio es produeixen a partir de dades mitjançant síntesi d'obertura, normalment a partir d'observacions nocturnes de fonts estables. L'emissió de ràdio de Sgr A* varia a l'ordre dels minuts, cosa que complica l'anàlisi.
El seu resultat dóna una mida angular general per a la font de 51.8±2.3 μas. A una distància de 26.000 anys llum (8.000 parsecs), això produeix un diàmetre de 51,8 milions de quilòmetres. A manera de comparació, la Terra és a 150 milions de quilòmetres (1,0 unitat astronòmica) del Sol, i Mercuri (planeta) és a 46 milions de km (0,31 ua) del Sol al periheli. El moviment propi de Sgr A* és aproximadament −2,70% per any per a l'ascensió recta i −5,6 mas per any per la declinació.
El mesurament del telescopi d'aquests forats negres va posar a prova la teoria de la relativitat d'Einstein amb més rigor que abans, i els resultats coincideixen perfectament.
El 2019 els mesuraments realitzats amb la Cambra de banda ampla aerotransportada d'alta resolució-Plus (HAWC+) muntada a l'aeronau SOFIA va revelar que els camps magnètics causen l'anell circumdant de gas i pols, les temperatures del qual oscil·len entre −280 a 17,500 °F (99.8 a 9,977.6 K; −173.3 a 9,704.4 °C), per fluir en una òrbita al voltant de Sagitari A*, mantenint baixes les emissions dels forats negres.
Els astrònoms no han pogut observar Sgr A* a l'espectre òptic a causa de l'efecte de 25 magnituds d'extinció per la pols i gas entre la font i la Terra.

## Història
Sagitari A* va ser descobert entre els dies 13 i 15 de febrer de 1974 pels astrònoms Bruce Balick i Robert Brown en el National Radio Astronomy Observatory, mitjançant l'ús de la tècnica interferometria. El nom de Sgr A* va ser encunyat per Brown per distingir aquesta font compacta dels altres components del centre galàctic i per emfatitzar la seva naturalesa excitada, establint així una analogia amb els estats excitats en els àtoms, que es denoten amb un asterisc (Fe*, He*, etc).
A l'octubre de 2002, un equip internacional liderat per Rainer Schödel de l'Institut Max Planck per a Física Extraterrestre va informar de l'observació del moviment de l'estrella S2 propera a Sagitari A* durant un període de 10 anys. D'acord amb l'anàlisi, les dades van descartar la possibilitat que Sgr A* continguera un cúmul d'objectes foscos estel·lars o una massa de fermions degenerats, enfortint l'evidència que es tractava d'un forat negre supermasiu. Les observacions de S2 van usar interferometria de la regió espectral de l'infraroig proper (NIR) (K-band, i.e. 2.2 μm), a causa de l'extinció interestel·lar reduïda en aquesta banda. Es van utilitzar màsers SiO per alinear les imatges NIR amb les observacions de ràdio, com pot observar-se en NIR i bandes de ràdio. El moviment ràpid de S2 (i altres estels propers) destaca enfront d'altres estels de moviment lent al llarg de la línia de visió de manera que aquestes podrien ser sostretes de les imatges. Les observacions de VLBI de Sagitari A* podrien també alinear-se centralment amb les imatges, de manera que S2 pogués veure's orbitant al voltant de Sagitari A*. Examinant aquesta òrbita van estimar que la massa de Sagitari A* era de 3,7 ± 0,2 milions de vegades la massa solar, confinada en un volum amb un radi no major de 17 hores-llum (120 ua).
Observacions posteriors van mostrar que la massa de Sgr A* era aproximadament 4.1 milions de vegades la massa solar de volum amb un radi no major que 6.25 hores-llum (45 ua) o 6.700 milions de quilòmetres. També van determinar que la distància entre la Terra i el centre de la galàxia (el centre rotacional de la Via Làctia) era de 26.000 anys llum o 8.0 ± 0.6 × 103 parsecs. Les ones de ràdio i infraroig detectades provenen del gas i pols escalfat a milions de graus en la seva caiguda cap al forat negre. Aquest últim tan sols emet radiació de Hawking a una baixa temperatura de l'ordre de 10-14 K.
Al novembre de 2004, un equip d'astrònoms van reportar el descobriment d'un possible forat negre intermedi, referit com GCIRS 13I, orbitant a tres anys llum de Sgr A*. Aquest forat negre de 1.300 vegades la massa solar està en un cúmul compost per set estels. Aquesta observació recolza la idea que els forats negres supermasius creixen absorbint forats negres menors i estels.
Després de monitorar les òrbites estel·lars al voltant de Sgr A* durant 16 anys, Gillessen et al. van estimar la seva massa en 4.31 ± 0.38 milions de vegades la massa del Sol. Els resultats van ser anunciats en 2008 i publicats en The Astrophysical Journal en 2009. Reinhard Genzel, director del projecte, va dir que l'estudi reflectia "el que és considerat fins ara la millor evidència empírica que els forats negres supermasius existeixen. Les òrbites estel·lars al centre galàctic mostren que la concentració de massa central de 4 milions de masses solars ha de ser un forat negre, més enllà de qualsevol dubte raonable". ˈ

## Forat negre central
Si la posició aparent de Sagitari A* estiguera exactament centrada al forat negre, seria possible veure-la ampliada més enllà de la seva grandària real, a causa de la lent gravitatòria. D'acord amb la relativitat general, això resultaria en una grandària mínima observada d'almenys 5,2 vegades el radi Schwarzschild del forat negre, que, per a un forat negre d'al voltant de 4 milions de masses solars, correspon a una grandària mínima observada d'aproximadament 52 μas. Això és molt més major que la grandària observada de 37 μas i, per tant, suggereix que les emissions de ràdio de Sagitari A * no estan centrades al forat, sinó que sorgeixen d'un punt brillant a la regió al voltant del forat negre, prop de l'horitzó de successos, Un disc d'acreció o un doll relativista de material expulsat del disc.
La massa de Sagitari A * s'ha estimat de dues formes diferents.
1. Dos grups -a Alemanya i els Estats Units- monitorejaren les òrbites dels estels individuals molt prop del forat negre i van usar les lleis de Kepler per inferir la massa tancada. El grup alemany va trobar una massa de 4,31 ± 0,38 milions de masses solars, mentre que el grup nord-americà va trobar 3,7 ± 0,2 milions de masses solars. Atès que aquesta massa està confinada dins d'una esfera de 44 milions de km de diàmetre, això produeix una densitat deu vegades major que les estimacions anteriors.
2. Més recentment, el mesurament dels moviments apropiats d'una mostra de diversos milers d'estels dins d'aproximadament un parsec del forat negre, combinada amb una tècnica estadística, ha produït tant una estimació de la massa del forat negre en 3,6 + 0,2 -0,4 × 10^6 masses solars, més una massa distribuïda en el parsec central que ascendeix a (1 ± 0,5) × 10^6 masses solars.[29] Hom creu que aquest últim està compost d'estels i restes estel·lars.

## Per a més informació
- Melia, Fulvio. The Black Hole at the Center of our Galaxy.  Princeton: Princeton University Press, 2003. ISBN 978-0691095059.
- Eckart, A.. The Black Hole at the Center of the Milky Way.  London: Imperial College Press, 2005.
- Eisenhauer, F. «A Geometric Determination of the Distance to the Galactic Center». The Astrophysical Journal, vol. 597, 2, 23-10-2003, pàg. L121–L124. arXiv: astro-ph/0306220. Bibcode: 2003ApJ...597L.121E. DOI: 10.1086/380188.
- The Event Horizon Telescope Collaboration «First M87 Event Horizon Telescope Results. I. The Shadow of the Supermassive Black Hole». The Astrophysical Journal Letters, vol. 875, 10-04-2019, pàg. L1. arXiv: 1906.11238. Bibcode: 2019ApJ...875L...1E. DOI: 10.3847/2041-8213/ab0ec7.
- Ghez, A. M. «The First Measurement of Spectral Lines in a Short-Period Star Bound to the Galaxy's Central Black Hole: A Paradox of Youth». The Astrophysical Journal, vol. 586, 2, 12-03-2003, pàg. L127–L131. arXiv: astro-ph/0302299. Bibcode: 2003ApJ...586L.127G. DOI: 10.1086/374804.
- Ghez, A. M. «Measuring Distance and Properties of the Milky Way's Central Supermassive Black Hole with Stellar Orbits». Astrophysical Journal, vol. 689, 2, 12-2008, pàg. 1044–1062. arXiv: 0808.2870. Bibcode: 2008ApJ...689.1044G. DOI: 10.1086/592738.
- Reynolds, C. «Astrophysics: Bringing black holes into focus». Nature, vol. 455, 7209, 04-09-2008, pàg. 39–40. Bibcode: 2008Natur.455...39R. DOI: 10.1038/455039a. PMID: 18769426.
- Wheeler, J. Craig. Cosmic Catastrophes: Exploding Stars, Black Holes, and Mapping the Universe. 2nd.  Cambridge, UK: Cambridge University Press, 2007. ISBN 978-0-521-85714-7.
- Banner, Tanja. «Eigentlich dürfte er nicht existieren: Babystern nah an schwarzem Loch entdeckt» (en alemany). Frankfurter Rundschau, 02-03-2023. [Consulta: 2 març 2023].
- Peißker, F.; Zajaček, M.; Melamed, M.; Ali, B.; Singhal, M.; Dassel, T.; Eckart, A.; Karas, V. «Candidate young stellar objects in the S-cluster: Kinematic analysis of a subpopulation of the low-mass G objects close to Sgr A*». Astronomy & Astrophysics, vol. 686, 2024, pàg. A235. arXiv: 2406.09916. Bibcode: 2024A&A...686A.235P. DOI: 10.1051/0004-6361/202449729. ISSN: 0004-6361.
- Rayne, Elizabeth. «Swarm of dusty young stars found around our galaxy's central black hole». Ars Technica, 04-07-2024. [Consulta: 5 juliol 2024].